# Vesaignes-sous-Lafauche
Vesaignes-sous-Lafauche ist eine französische Gemeinde mit 122 Einwohnern (Stand: 1. Januar 2022). Sie gehört zur Region Grand Est (vor 2016 Champagne-Ardenne), zum Département Haute-Marne, zum Arrondissement Chaumont und zum Kanton Poissons.

## Geographie
Vesaignes-sous-Lafauche liegt etwa 28 Kilometer nordöstlich von Chaumont zwischen den Quellen der Flüsse Manoise und Saônelle. Umgeben wird Vesaignes-sous-Lafauche von den Nachbargemeinden Orquevaux im Nordwesten und Norden, Aillianville im Nordosten, Prez-sous-Lafauche im Osten, Semilly im Süden sowie Saint-Blin im Südwesten und Westen. Surch das Gemeindegebiet von Vesaignes-sous-Lafauche verläuft die Fernstraße von Chaumont nach Neufchâteau.
Durch die Gemeinde führt die frühere Route nationale 65 (jetzige D 674). 

## Bevölkerungsentwicklung
| Jahr                       | 1962 | 1968 | 1975 | 1982 | 1990 | 1999 | 2006 | 2011 | 2019 |
| -------------------------- | ---- | ---- | ---- | ---- | ---- | ---- | ---- | ---- | ---- |
| Einwohner                  | 173  | 166  | 149  | 152  | 138  | 146  | 132  | 128  | 134  |
| Quellen: Cassini und INSEE |      |      |      |      |      |      |      |      |      |

## Sehenswürdigkeiten

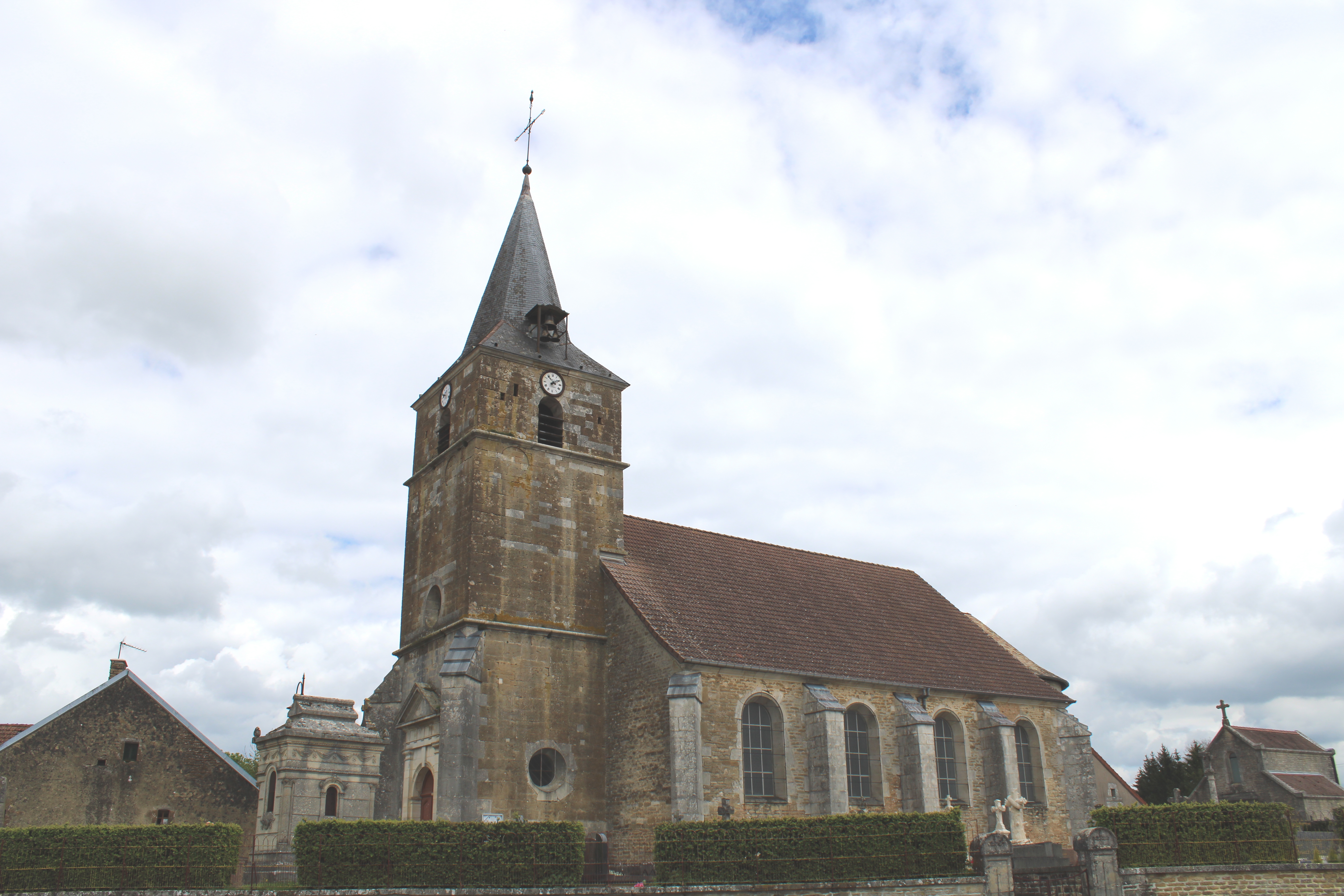
Kirche Saint-Martin
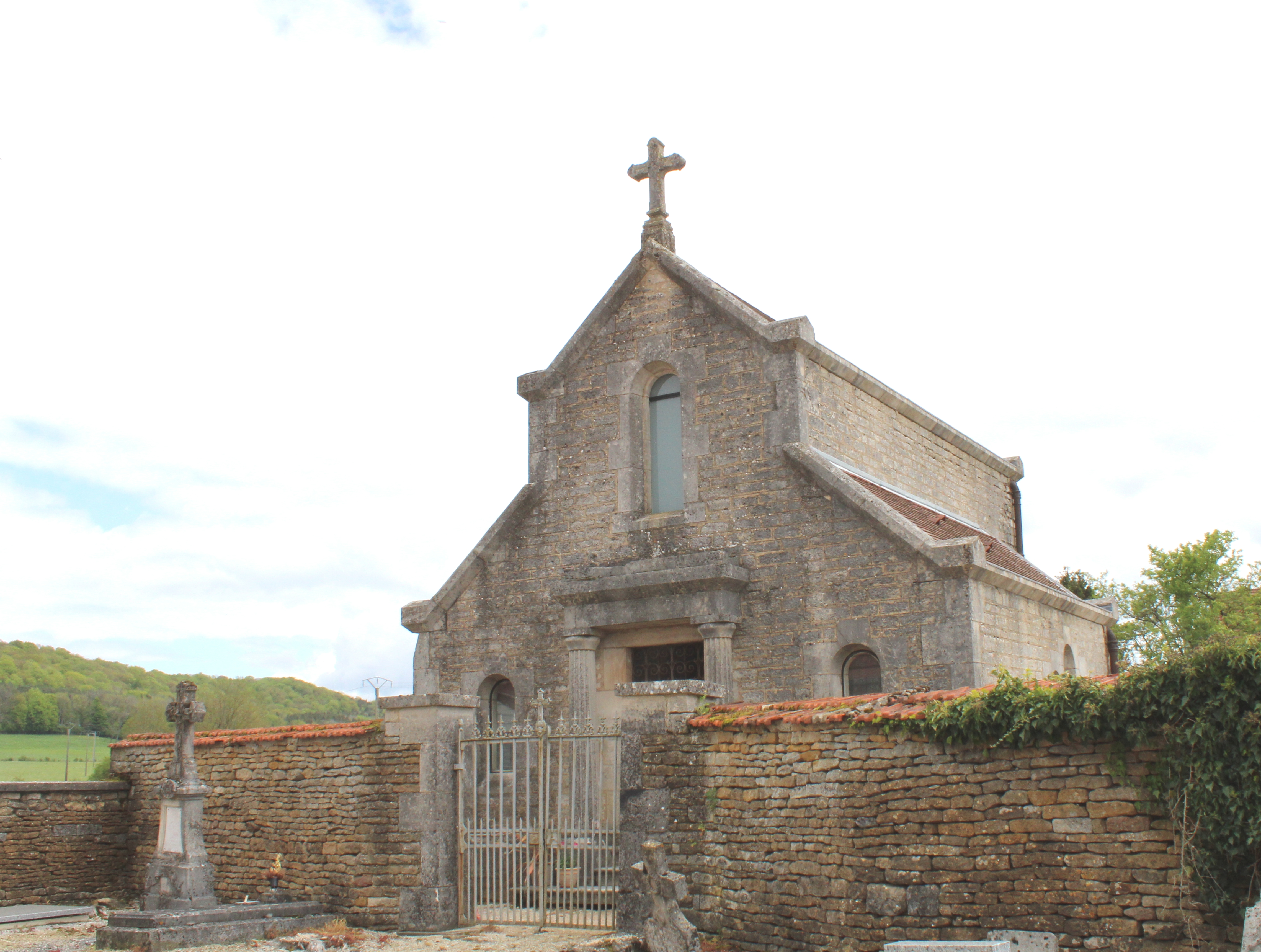
Friedhofskapelle
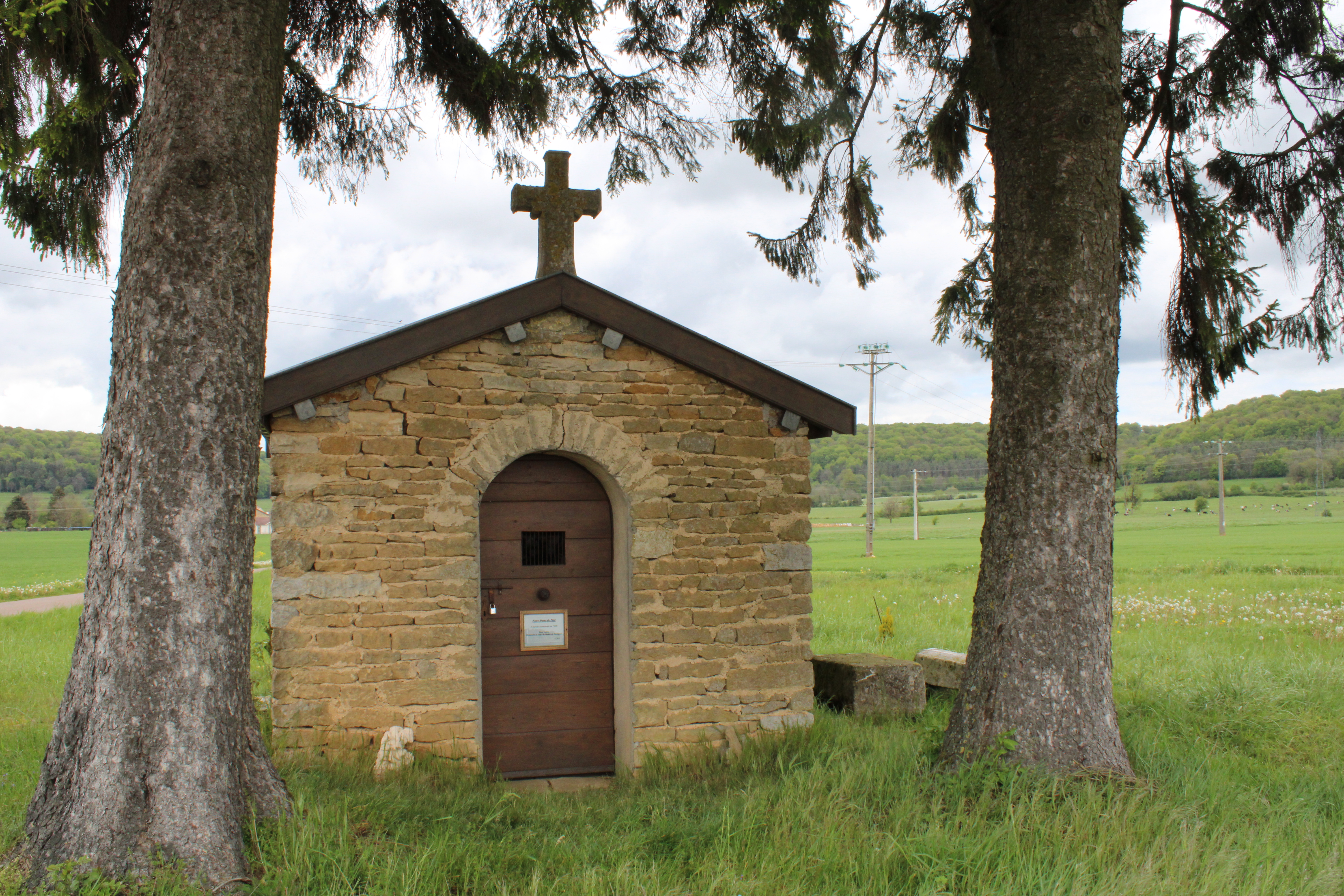
Kapelle Notre-Dame-de-Pitié

- Kirche Saint-Martin
- Friedhofskapelle
- Kapelle Notre-Dame-de-Pitié